# Chapadão do Sul
Chapadão do Sul es un municipio brasileño ubicado en el estado de Mato Grosso do Sul. Tiene una población estimada, en 2021, de 26 499 habitantes.
Tiene una superficie de 3252.33 km².
La región donde hoy está ubicada la localidad comenzó a poblarse en la década de 1970. A partir de principios de la década de 1980 la población creció y fue elevada a distrito en 1982. La fundación del municipio, desmembrado de Cassilândia y Paranaíba, se produjo el 23 de octubre de 1987.
El clima es tropical de altitud, predominantemente lluvioso en verano y seco en invierno. La temperatura promedio es de 13 °C como mínima y 28 °C como máxima.